# Castelo Mugdock

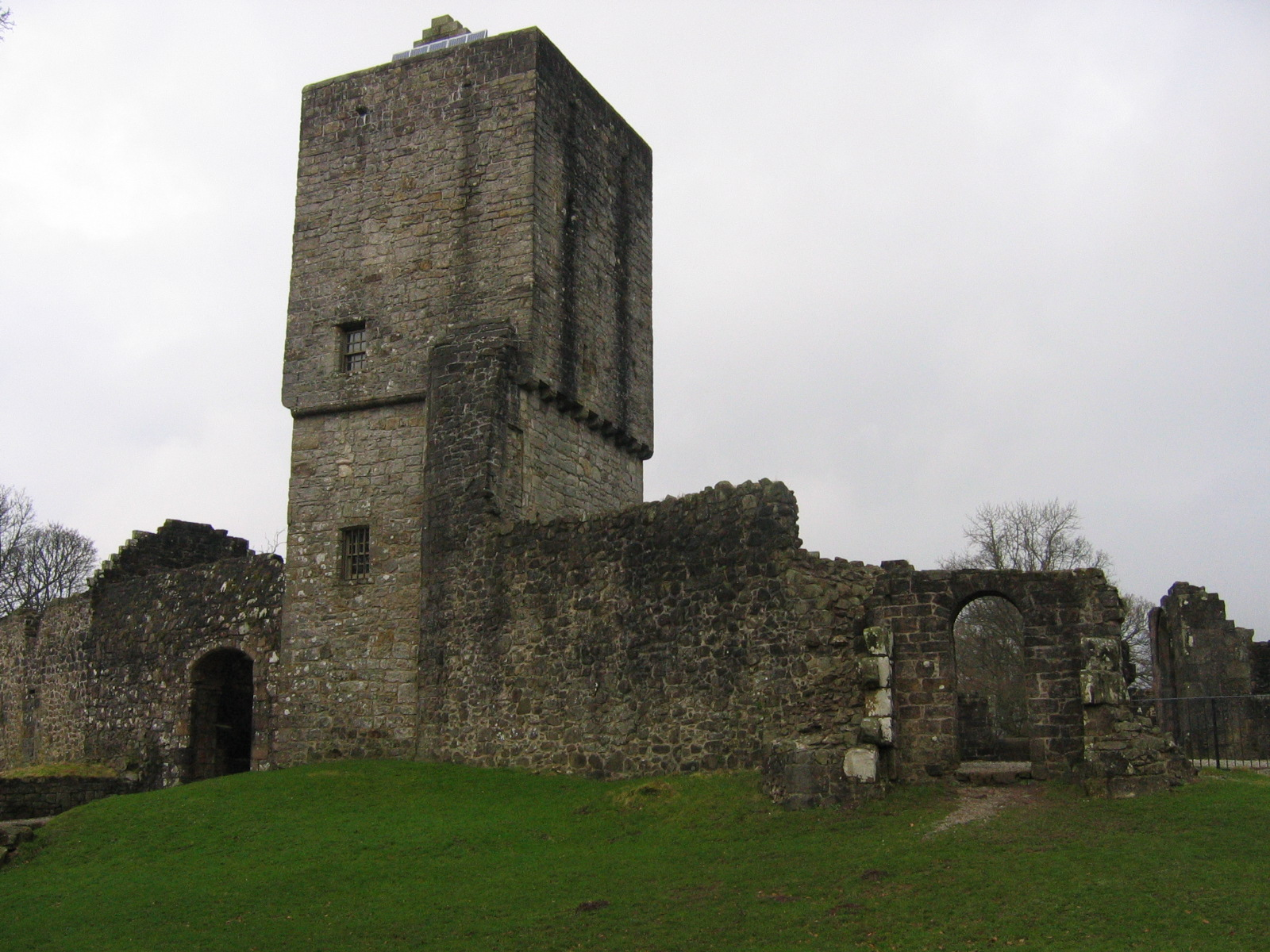
Castelo Mugdock, Escócia

O Castelo Mugdock (em inglês:  Mugdock Castle) é um castelo do século XIV atualmente em ruínas localizado em Strathblane, Stirling, Escócia.

## História
Encontra-se classificado na categoria "A" do "listed building" desde 5 de setembro de 1973.